# Alisalia austiniana
Alisalia austiniana är en skalbaggsart som beskrevs av Thomas Casey 1911. Alisalia austiniana ingår i släktet Alisalia och familjen kortvingar. Inga underarter finns listade i Catalogue of Life.